# Aérodrome de Spirit-of-st-Louis
L' Aérodrome de Spirit-of-st-Louis (en anglais : Spirit of St. Louis Airport) (code IATA : SUS • code OACI : KSUS • code FAA : SUS) est l'aérodrome de l'ouest de la ville de Saint-Louis situé aux États-Unis.  

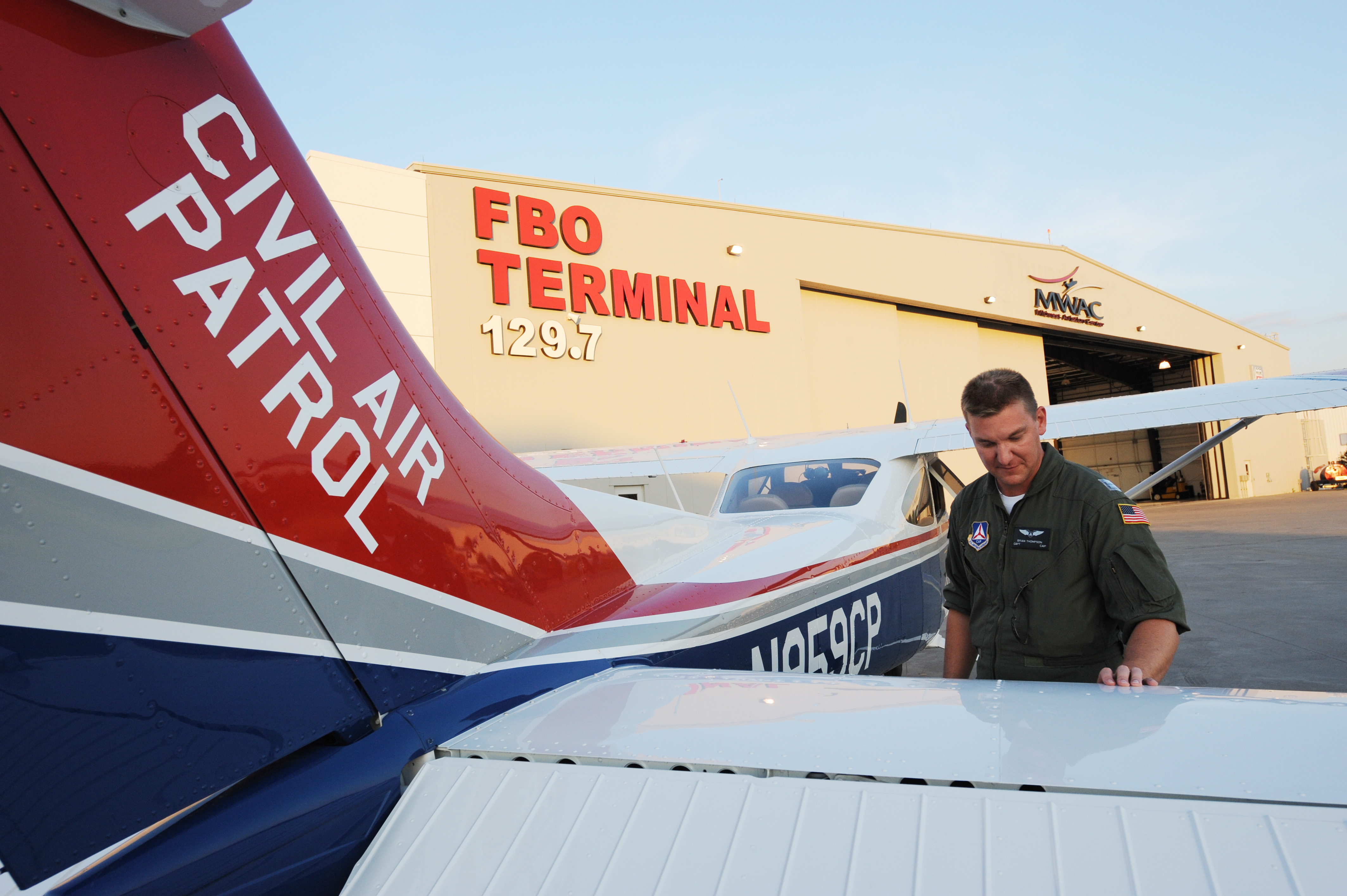

L'aérodrome doit son nom à l'avion Spirit of St. Louis.